# Hoffmannia conzattii
Hoffmannia conzattii là một loài thực vật có hoa trong họ Thiến thảo. Loài này được B.L.Rob. mô tả khoa học đầu tiên năm 1910.